# Ai Morinaga
Ai Morinaga (jap. 森永 あい Morinaga Ai) (ur. 28 kwietnia 1981, zm. 2 sierpnia 2019) – japońska mangaka. Jest autorką między innymi wydanej w Polsce mangi Nie, dziękuję!.

## Twórczość
- Duck Prince (あひるの王子さま Ahiru No Ōjisama)
- Kirara no Hoshi
- My Heavenly Hockey Club
- Nie, dziękuję! (まにあってます! Maniattemasu!)
- Strawberry chan no Karei na Seikatsu (The Gorgeous Life of Strawberry-chan)
- The Tale of Yamada Taro (山田太郎ものがたり Yamada Taro Monogatari)
  - The Tale of Yamada Family Special Edition
- Your and My Secret
- Welcome to Cosmos Apartment House (one-shot)